# Јосеф Чапек
Јосеф Чапек  (Хронов, 23. март 1887. Хронов – † април 1945. концентрациони логор Берген-Белсен) био је чешки сликар, писац, фотограф, графичар. Творац је термина робот.

## Биографија
Скупа са братом Карлом и сестром Хеленом се родио у породици МУДр. Антонина Чапка (*1855 – † 1929) и његове супруге Божене (рођене Новотнá, * 1866 – † 1924). Оженио се са кћерком познатог адвоката Јармилом Поспíшиловом. Године 1923. им се родила кћерка Алена, која се после удала за МУДр. Јарослава Достáла.
У породици су га звали Печа. Похађао је општу грађанску школу у Упици и у годинама 1901 – 1903. Је посећивао ткачку немачку школу у Врхлабима. У школи се није истицао и једно је време радио као радник у ткачници. Захваљујући својој сестри Хелени и њеном заручнику ЈУДр. Франтјишку Кожелу, који су убебили родитеље, дошао је у могућност да студира 1904. на уметничко индустријској школи у Прагу као и тамошњој специјалној школи за декоративно сликарство. Студије је завршио 1910. Његови први радови под утицајем Фовизма и експресионизма су настали на његовом студијском путовању у Париз и Марсељ и Шпанију у годинама 1910. и 1911. које је подузео са братом Каролом.
Члан удружења Манес је постао 1912. године. Тих година су насталии његови литерарни радови и скупа са братом је издавао генерацијски Алманах. Из удружења Манес је био због неслагања са његовим одбором избачен.
Био је један од оснивача авангардне групе сликара Тврдошијни и учествовао је на њиховој првој изложби у Прагу. У годинама 1920 – 1922. је пролазио кроз тзв. Фазу другог кубизма. 1924. године је била његова прва самостална изложба у Прагу и Брну а излагао је и у Паризу. У даље доба 1923 – 1927. је стварао углавном уља и цртеже са социјалним мотивима док је после тога сликао мотиве чешког села и деце у једноставном стилу. Био је член Уметничке беседе а писао је и за часопис Живот.
Поред слиакња посвећеиао се и књижевној графици а сарађивао је и са позориштем на Винохрадима и позориштем у Брну као позоришни ликовњак.
Реаговао је не наступе национализма и у Лидовим новинама се појављује са серијом противнационалистичких карикатура. Учествује на противфашистичкој међународној изложби карикатура и хумора у Прагу 1937. Следеће године је издао своје делу Уметност природних народа које представља његове целоживотне студије. 1939. године је слично као и многи други представници културног живота ухапшен од стране Гестапа и завршио је у концентрационом логору Дахау и на крају у Берген Белсену где је подлегао тифусу. Место његог последњег пребивалишта није познато.

## Дело
Јосеф Чапек је спадао међу свестране уметничке личности чешке међуратне културе и представљао ие авангардну личност тзв. Чапковске генерације. Био је један од оснивача савременог сликарства и радио је као сликар, графичар, илустратор и позоришни сликар. Његова дела представљају и његову социјалну ангажованост.